# Lago Attabad
O lago Attabad ou lago de Hunza é um lago situado no vale de Hunza, em Guilguite-Baltistão, no Paquistão. O lago foi formado em 4 de janeiro de 2010 devido a um deslizamento de terra que resultou na morte de 20 pessoas e interceptou o curso do rio Hunza durante cinco meses. Este deslizamento também afecou a aldeia de Attabad e inundou permanentemente 19 km da estrada do Karakorum. Durante a primeira semana de junho de 2010, o lago atingiu uma largura de de 21 km e uma profundidade de cerca de 100 metros. Em 4 de junho, o caudal na saída do lago aumentou para 100 m³/s.
Em setembro de 2015, um novo trecho da estrada de Karakorum foi reconstruído.